# 赛博乌托邦主义
赛博乌托邦主义（英語：Cyber-utopianism），又称网络理想主义、数字乌托邦主义、乌托邦互联网，是科技乌托邦主义的一个分支，主张线上交流有助于推动一个更加去中心化、民主和自由意志主义的社会。其理想价值可能也包括：隐私和匿名性、言论自由、文化和信息的获取权，以及数字社会主义导向的社会主义理想。